# 汤姆·卢卡斯
汤姆·卢卡斯（英語：Tom Lucas，1993年11月23日—），澳大利亚男子橄榄球运动员。他曾代表澳大利亚七人制国家队参加2014年英联邦运动会七人制橄榄球比赛，获得一枚铜牌。